# 传辛村
传辛村，中华人民共和国山东省济南市章丘市高官寨镇所辖的一个行政村。全行政村人口200户、775人(2005年)。耕地面积2074亩(2005年)。行政区划代码370181114234。